# LunchMoney Lewis
Gamal "LunchMoney" Lewis (* 11. ledna 1988, Miami, Florida, USA) je americký rapper, zpěvák, skladatel a hudební producent. Nejznámější je díky svému singlu z roku 2015 "Bills".

## Mládí
Lewis se narodil v Miami na Floridě 11. ledna 1988 . Jeho otec, Ian Lewis, a strýc Roger Lewis, jsou oba členové Jamajské reggae skupiny Inner Circley vlastní nahrávací studio, Cicrle House, v němž nahrávali umělci jako Flo Rida nebo Lil Wayne. Jako teenager dostal přezdívku "Lunchmoney".

## Kariéra

### 2014–2015: "Bills" a uznání
Lewis začal pracovat s Dr. Luke jako producent a poprvé se zapsal do široké uznání jako rapper poté, co se objevil v písni "Trini Dem Girls" od Nicki Minaj 2014 album The Pinkprint. Také přispěl při psaní singlu "Burnin Up" od Jessie J  z alba Sweet Talker, a Fifth Harmony se singlem "Bo$$" z alba Odraz. V roce 2015 vydal svůj první debutový singl jako sólový umělec, "Bills", který se dostal na 79 příčku v Billboard Hot 100 a na první příčku v ARIA Charts.
V dubnu 2015, Lewis vydala track s názvem "Real Thing".

### 2015–současnost: Debutové album
Po úspěchu Bills EP, se Lewis inspiroval a vrátil se do studia psát hudbu. V srpnu 2015, vydal další píseň "Whip It!".Později představil 15. září hudební video.
Poté, v prosinci 2015, vydal další svojí píseň "Ain´t Too Cool". Píseň se později objevila ve videohře Madden NFL 16. 
Rokem 2016 spolupracoval společně s Meghan Trainor na její propagační písně "I Love Me" z jejího alba Thank you
Dne 2. dubna 2017, se připojil k Pitbullovi a Flo Rida v "Green Light" na Wrestlemanii 33.